# Estación de Luchana (Cercanías Bilbao)
Luchana (en euskera y oficialmente Lutxana), también llamada Luchana-Baracaldo, es una estación ferroviaria situada en las afueras del municipio español de Baracaldo, entre los barrios de Luchana y Burceña, en la provincia de Vizcaya, comunidad autónoma del País Vasco. En el mismo municipio también se encuentra la estación de Cercanías de Renfe de Desierto-Baracaldo.
Una de las peculiaridades se encuentra en la antigüedad del edificio que data del año 1894 y en haber compartido durante años diferentes anchos de vía (métrico e ibérico), cuya vía métrica que cruzaba la estación fue desmantelada ya que estaba en desuso.
No ha de confundirse con la estación de Lutxana del metro de Bilbao, ya que esta se encuentra en el municipio de Erandio, al lado contrario de la ría de Bilbao.

## Situación ferroviaria
La estación se encuentra en el punto kilométrico 6,6 de la línea férrea de ancho ibérico que une Bilbao con Santurce, a 2 metros de altitud.

## Historia
Estación inaugurada en 1894 aunque desde 1888 ya pasaban trenes por dicho lugar tras la apertura del primer tramo de lo que hoy se conoce como red de cercanías de Bilbao, que desde 1902 también utilizó como estación.
A pesar de sus pocos viajeros fue un importante punto intermodal con el Ferrocarril de la Robla y sobre todo de mercancías con destino/origen Sefanitro, posteriormente Befesa (hasta los años 2000), y destino/origen Altos Hornos de Vizcaya (hasta los años 1990).
El 7 de febrero del 2007 la estación sufrió un ataque terrorista de kale borroka que causó daños graves en el inmueble. Como consecuencia, el tejado del edificio cayó y casi todos los accesos al edificio de la estación fueron tapiados. Finalmente se rehabilitó en 2010 por FEVE (por entonces propietaria del edificio) volviendo a ser obligatorio el paso por el edificio y sus canceladoras.
Está previsto la reubicación de la estación para dar servicio al nuevo núcleo de Luchana junto a las futuras torres (o torre) Sefanitro, lo que podría provocar la construcción de una nueva estación para dar servicio al barrio de Burceña. Aunque previsiblemente el edificio, una vez arreglado, se mantendría para la labores de control en el apartado de trenes de mercancías siempre que esa actividad se mantenga en esta estación.
Como curiosidad desde esta estación sale una tercera vía dirección Desierto-Baracaldo que no se utiliza pero cuyo objetivo sería el de aumentar la capacidad en dicho tramo, la vía acaba en el nuevo túnel de entrada a Desierto-Baracaldo finalizado en 2009 aunque ese túnel está preparado para la colocación de dicha vía adicional.
Tras la transferencia por parte del Gobierno de España de la línea ferroviaria Iráuregui-Luchana al Gobierno Vasco el 11 de diciembre de 2018, la estación de Luchana-Baracaldo pertenece a Red Ferroviaria Vasca y a Adif en régimen de cotitularidad.

### Estación de vía métrica
Desde 1902 hasta 1972 esta estación también ha sido utilizada para pasajeros por diferentes compañías de vía estrecha como FEVE (Ferrocarril de la Robla) mediante lo que actualmente es un ramal desde la estación de Iráuregui aunque originariamente formó parte de la línea principal. Definitivamente los servicios de pasajeros de dicha vía quedaron suprimidos en 1972 dejando solo servicios de mercancías. Estos servicios de mercancías se vieron reducidos progresivamente y así se desmanteló la vía métrica que cruzaba la estación y las vías de ancho ibérico, en forma de "cruce a nivel", ya que no se utilizaba la que originariamente servía de acceso a la "fábrica de Ansio" de Altos Hornos de Vizcaya (donde actualmente está ubicado el Bilbao Exhibition Centre).

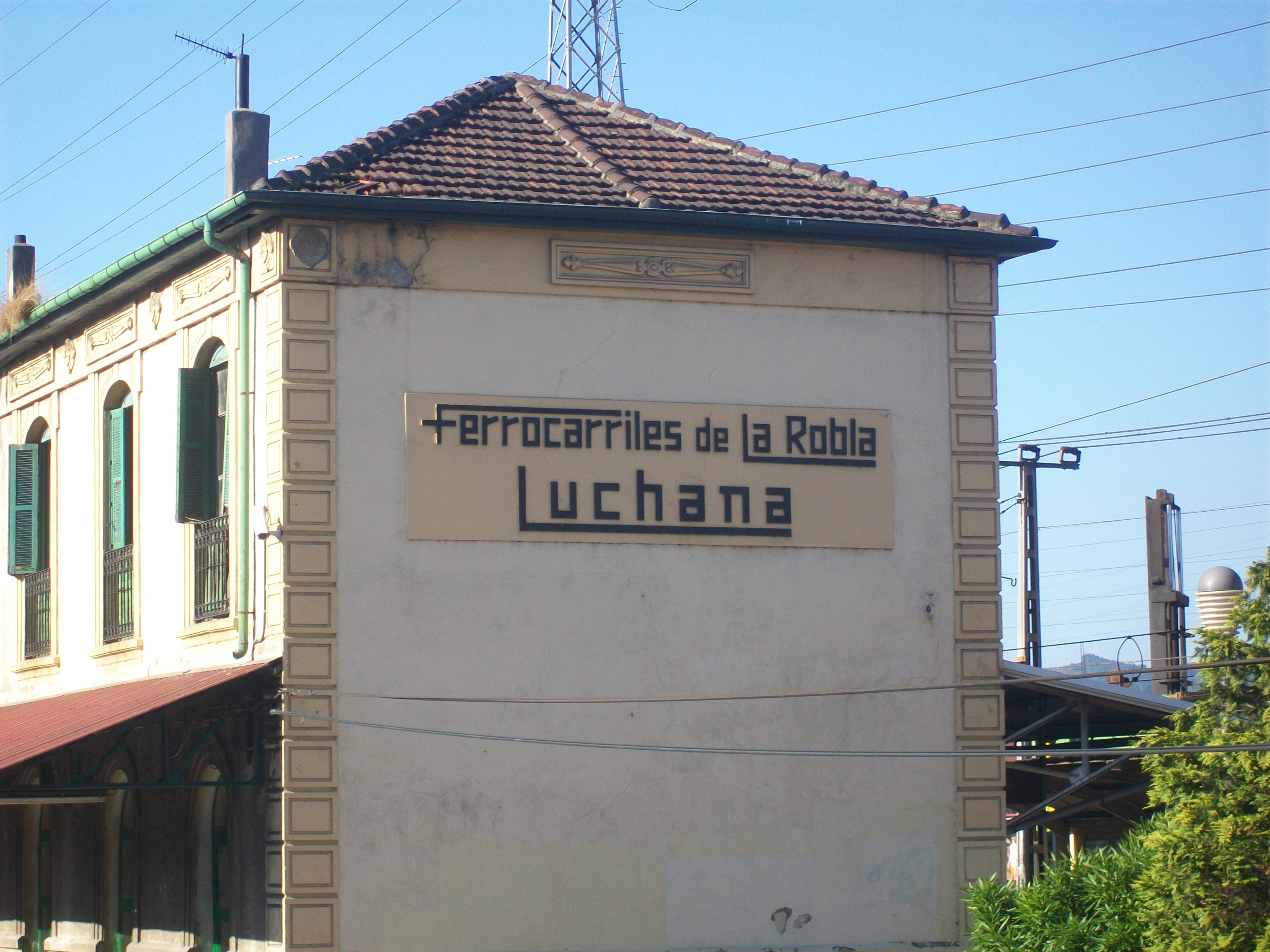
Estación de Luchana con su cartel original en 2009. A su derecha se sitúan los andenes de Renfe Cercanías y a la izquierda se situaban los del ferrocarril de La Robla.

En los años 2000 los servicios más comunes hacían un trasvase camión-tren (procedente de ArcelorMittal Sestao) y tren-camión (procedente de Arenas de Arija S.A) en unas instalaciones situadas poco antes de llegar a la estación. Sin embargo todavía perdura esta vía a un lado del edificio de la estación para apartar trenes de mercancías o trenes de vía métrica en desuso, e incluso de vez en cuando algún tren de pasajeros turístico (los últimos en 2008 y 2010).
Según el estudio informativo de la Variante sur ferroviaria de mercancías de Bilbao publicado a finales del 2015 la situación actual de la estación de vía métrica es la siguiente:

"Las circulaciones semanales en ambos sentidos con origen/destino Lutxana son 22, desglosadas de la siguiente forma:
- 10 trenes semanales en ambos sentidos que cargan aluminio hacia San Ciprián (Galicia) procedentes de transportes por camión del Puerto de Bilbao y de Amorebieta.
- 10 trenes semanales en ambos sentidos que descargan arena procedente de Arija (Burgos) distribuyéndose en camión por el entorno.
- 1-2 trenes semanales en ambos sentidos que cargan bobinas de acero transportadas por camión procedentes de la factoría ArcelorMittal próxima a la estación Sestao, hacia Asturias.

Es importante destacar que las mercancías en ancho métrico con origen/destino Lutxana se cargan o distribuyen en camión, es decir no están  vinculadas a ningún centro de producción ubicado en las proximidades de esta estación y por lo tanto, sería planteable un funcionamiento similar en otro punto con conexión a la red de ancho métrico si se optase por alejar del núcleo de Bilbao las mercancías en ancho métrico."

### Futuro de la vía métrica
Desde las instituciones locales se ha anunciado incontables veces la eliminación definitiva de la vía métrica que accede a la estación o en su defecto su soterramiento. Sin embargo, debido a que es el único acceso de vía métrica al puerto de Bilbao de los trenes de mercancías provenientes de la cornisa cantábrica y provincia de León esas opciones hoy en día son inviables, incluso un soterramiento implicaría aumentar los costes y problemas en la operabilidad de los contenedores. Además, una supresión implicaría a dichas empresas a utilizar el camión o las vías de ancho ibérico (mucho más lejanas que las métricas) para el transporte de sus mercancías perdiendo competitividad al aumentar sus gastos de transporte en ese caso.
La transferencia del ramal hasta Alonsotegui a ETS-FGV, con cotitularidad de la estación de Luchana, abrió la puerta a un centro de interpretación del ferrocarril de La Robla en la estación y, con él, una posible lanzadera Iráuregui-Castrejana-Luchana del estilo de la lanzadera Luchana-Sangroniz-Sondika de Euskotren.

## Servicios ferroviarios

### Cercanías
Los trenes de la línea C-1 y C-2 de la red de Cercanías Bilbao que opera Renfe tienen parada en la estación. Entre semanas la frecuencia media es de un tren cada diez-quince minutos.
| procedencia/destino | < estación | Línea   | estación >         | destino/procedencia |
| ------------------- | ---------- | ------- | ------------------ | ------------------- |
| Bilbao Abando       | Zorroza    |         | Desierto-Baracaldo | Santurce            |
| Bilbao Abando       | Zorroza    | Musques | Desierto-Baracaldo |                     |

## Conexiones
- Bizkaibus Líneas A3115, A3122, A3137